# Kiyomizu-dera

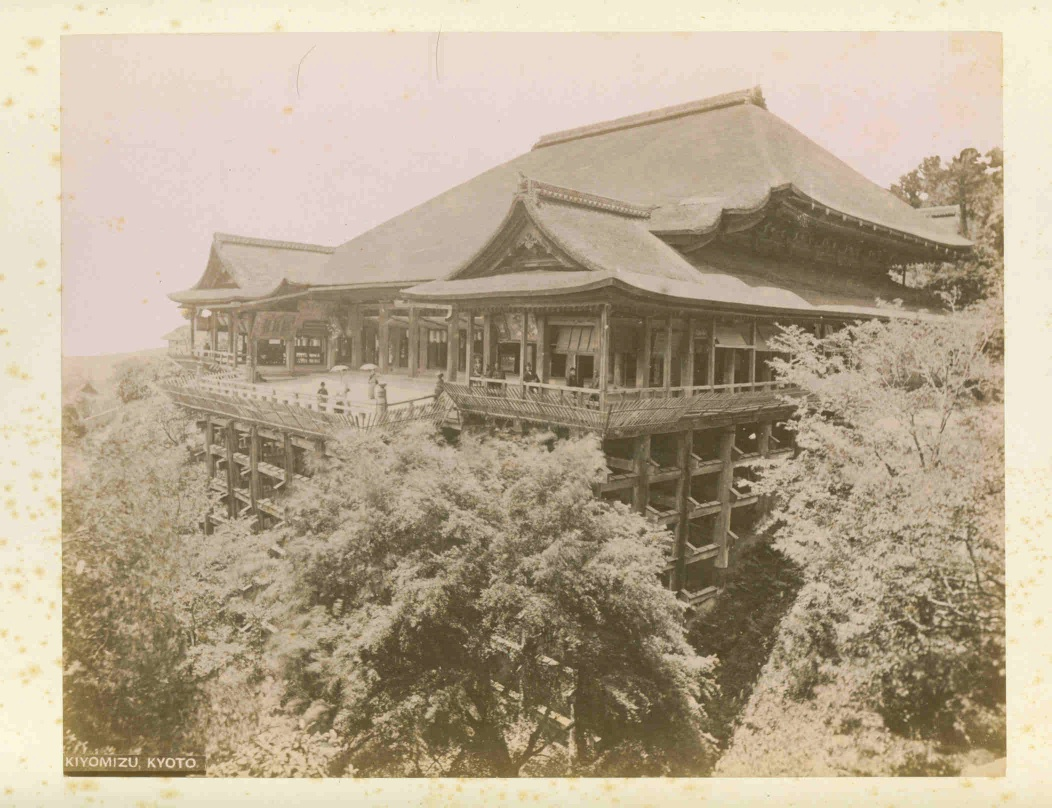
Kiyomizu-dera năm 1880, chụp bởi Adolfo Farsari

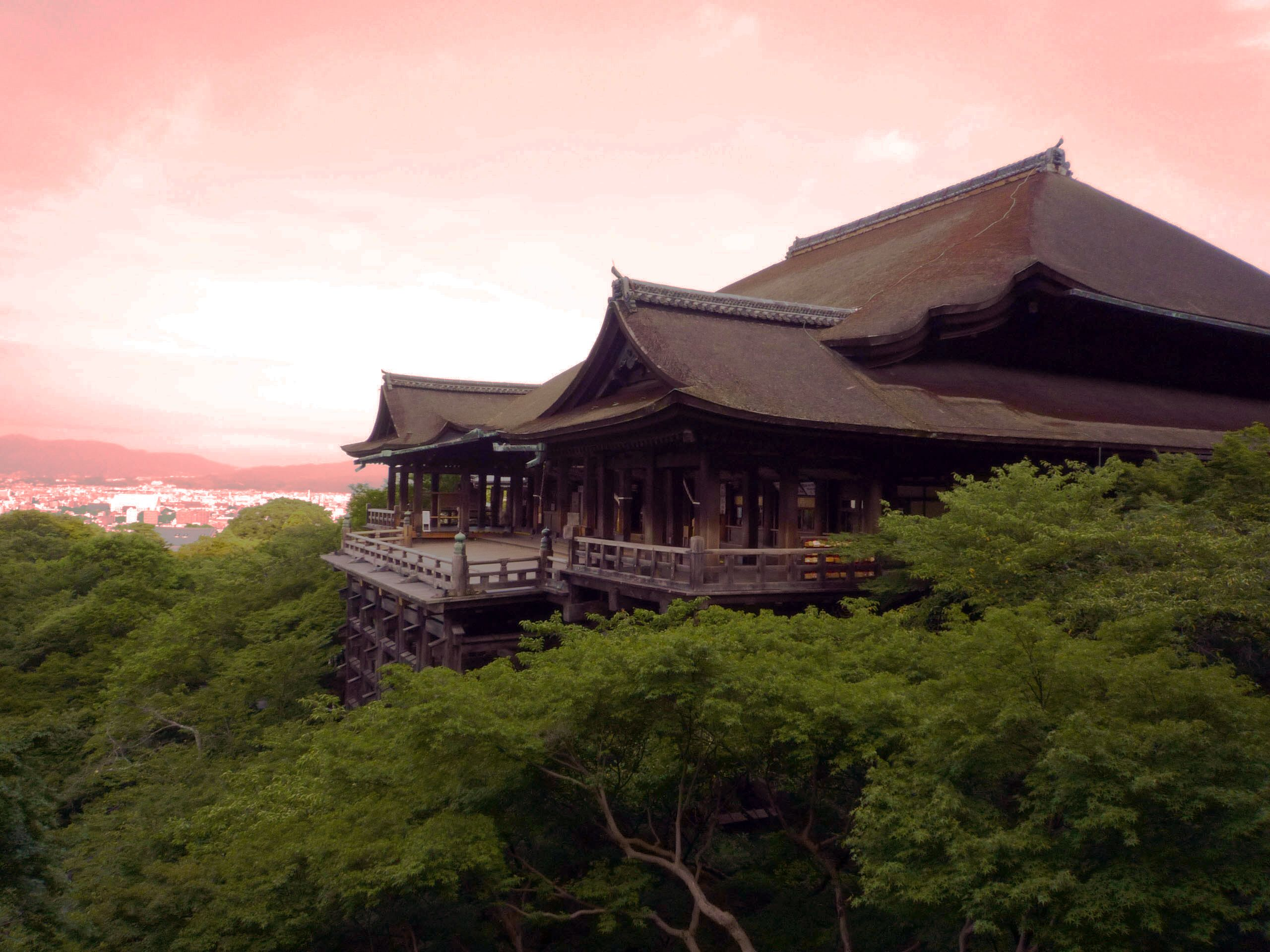
Tòa kiến trúc chính (hondo) của Chùa Kiyomizu treo trên sườn đồi

Kiyomizu-dera (清水寺 (Thanh Thủy tự)), tên chính thức là Otowa-san Kiyomizu-dera (音羽山清水寺 (Âm Vũ Sơn Thanh Thủy tự)) là một ngôi chùa độc lập ở phía đông Kyōto, Nhật Bản. Ngôi chùa này là một phần của Di sản văn hóa cố đô Kyōto theo UNESCO. Không nên nhầm lẫn ngôi chùa này với Kiyomizu-dera tại Yasugi, Shimane, là một trong 33 ngôi chùa thuộc Chặng hành hương Quan Âm qua 33 chùa vùng Chūgoku dọc phía Tây (chính xác là vùng Chūgoku) của Nhật Bản.

## Lịch sử
Kiyomizu-dera được thành lập vào cuối thời kỳ Nara. Ngôi chùa được được một nhà sư là Enchin (延鎮 (Diên Trấn)) trụ trì thành lập và xây dựng năm 778, tuy nhiên, chùa nhiều lần bị cháy, và những kiến trúc hiện nay của chùa được xây từ năm 1633, theo lệnh của Tokugawa Iemitsu. Không có chiếc đinh nào được sử dụng trong toàn bộ cấu trúc của chùa. Kiyomizu-dera được lấy tên dựa theo thác nước đơn lẻ chảy ra khỏi ngọn núi gần đó, trong đó, Kiyomizu mang nghĩa thanh thủy - dòng nước trong lành, hoặc dòng nước tinh khiết.
Ban đầu, ngôi chùa được liên kết với môn phái Hossō - tên gọi tiếng Nhật của một nhánh Duy Thức tông ở vùng Đông Á - bắt đầu từ thời kỳ Nara. Tuy nhiên, mối liên kết này bị huỷ bỏ vào năm 1965, và những trụ trì hiện tại của chùa tự nhận mình là môn đồ của phái "Kitahossō" (北法相宗 - Bắc Pháp Tướng tông).

## Hiện tại
Sảnh chính có mái hiên lớn, được đỡ bởi những cây cột cao, nhô ra trên sườn đồi, tạo một cảnh quan ấn tượng cho thành phố. Các mái hiên lớn và hội trường chính đã được xây dựng tại nhiều công trình nổi tiếng trong suốt thời kỳ Edo để chứa được số lượng lớn những khách hành hương.
Thành ngữ phổ biến "nhảy khỏi đài Kiyomizu" trong tiếng Nhật là một câu nói tương đương với thành ngữ tiếng Anh "to take the plunge" - quyết tâm hành động, làm một điều gì đó đắn đo từ lâu. Điều này đề cập đến một truyền thống trong thời kỳ Edo mà theo đó, nếu một người còn sống sau khi nhảy từ độ cao 13m từ đài chính xuống đất, điều ước của người đó sẽ trở thành hiện thực. 234 cú nhảy được ghi nhận thực hiện trong thời Edo, và trong số đó 85.4% còn sống sót. Hành động này sau đó đã bị nghiêm cấm.
Bên dưới hội trường chính là thác nước Otowa (Otowa no taki), nơi ba dòng suối nhỏ chảy vào một cái ao. Du khách có thể chạm tay vào và uống nước ở ao, điều được cho là sẽ giúp thực hiện điều ước, ngoài ra còn sẽ trường thọ, khỏe mạnh và thành công trong học tập .
Tuy nổi tiếng là một ngôi chùa Phật giáo, nhưng trong quần thể kiến trúc ở đây không chỉ có chùa, mà còn có cả đền thờ của Thần đạo. Đền thờ được nhiều khách tham quan tham bái nhất là đền Jishu (Jishu jinja) thờ Ōkuninushi - thần của tình yêu và đôi lứa. Đền Jishu sở hữu một cặp "đá tình yêu" được đặt cách nhau 18m, mà du khách cô đơn có thể cố gắng đi bộ giữa hai tảng đá khi nhắm mắt. Thành công trong việc chạm được vào tảng đá bên kia với đôi mắt nhắm lại ngụ ý rằng những người hành hương sẽ tìm thấy được tình yêu, hay có được tình yêu đích thực. Một người khác có thể hỗ trợ khi người đó đang đi, nhưng hành động đó mang ý nghĩa rằng một người song hành sẽ là cần thiết. Quan hệ tình cảm của người hỗ trợ đó cũng có thể hỗ trợ hai người này.
Kiyomizu-dera cũng cung cấp những lá bùa khác nhau, hương, và o-mikuji (thẻ vận mệnh, thẻ cầu may). Ngôi chùa này đặc biệt nổi tiếng trong các lễ hội (đặc biệt là vào năm mới và trong suốt lễ hội obon trong mùa hè) khi có thêm các gian hàng được mở, bán thực phẩm truyền thống trong mùa lễ, cũng như đồ lưu niệm cho đám đông các du khách.
Năm 2007, Kiyomizu-dera là một trong 21 ứng cử viên cuối cùng của Bảy kỳ quan thế giới mới. Tuy nhiện, nó không được chọn là một trong bảy địa điểm chiến thắng.

## Hình ảnh

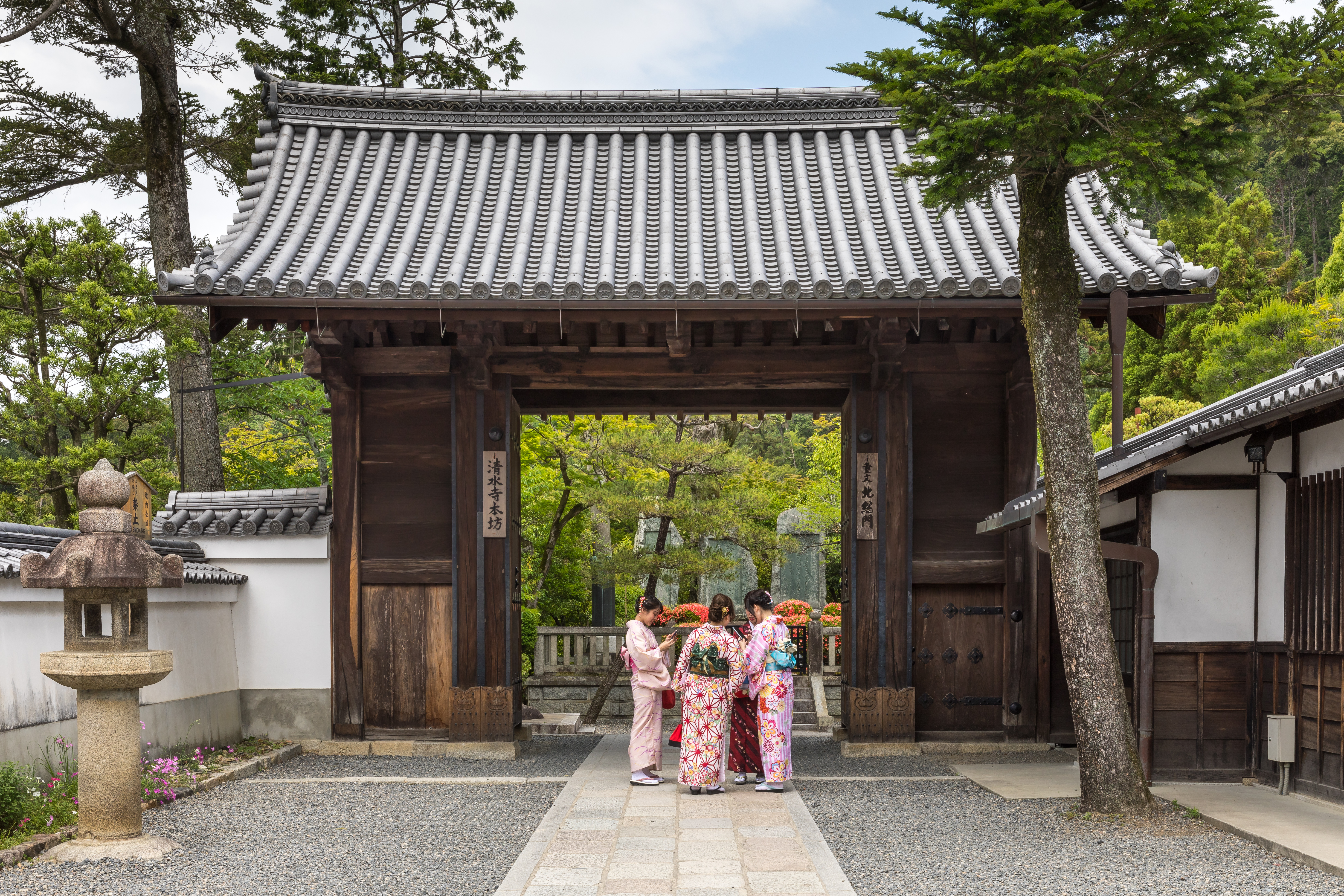
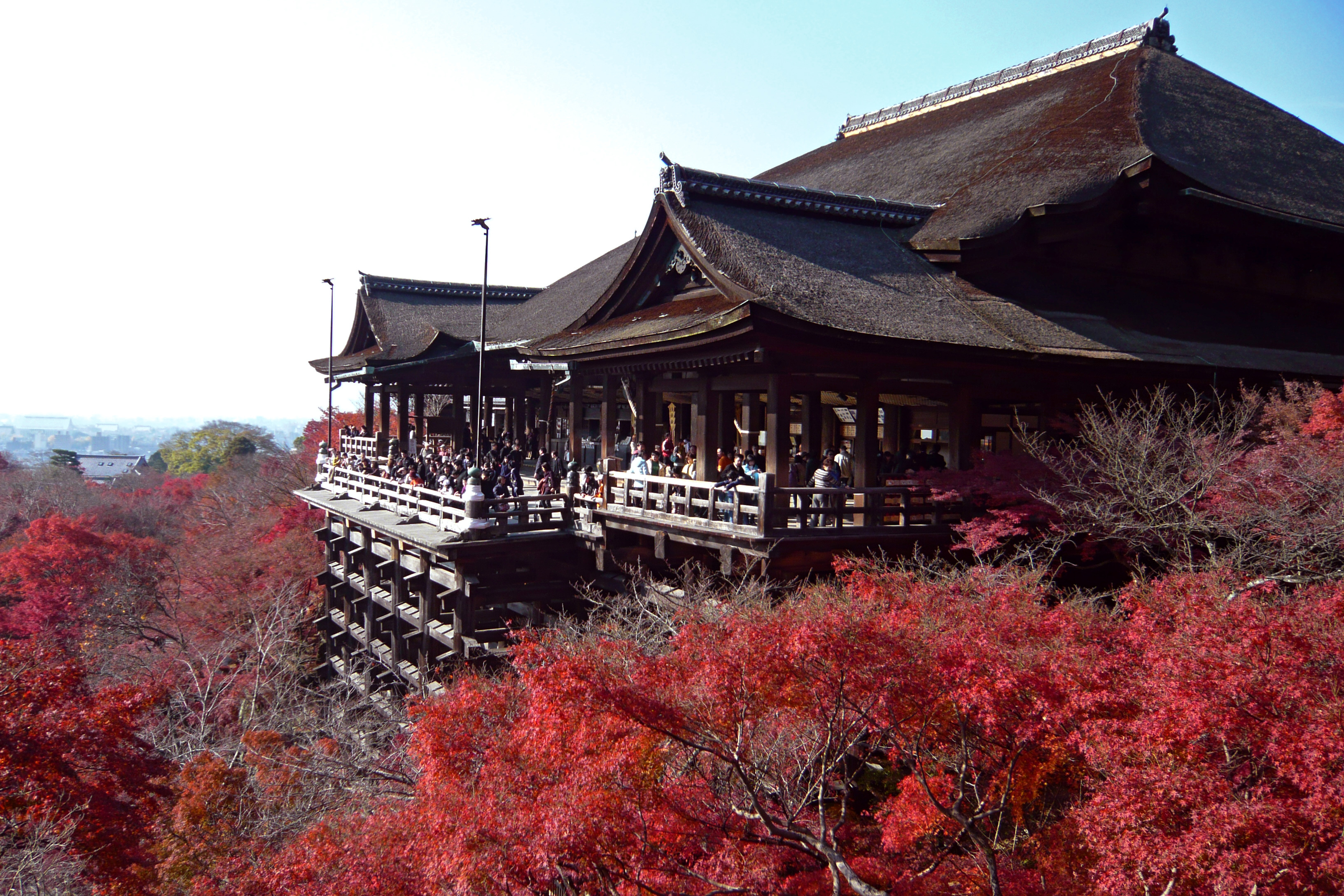
Kiyomizu-dera vào mùa thu
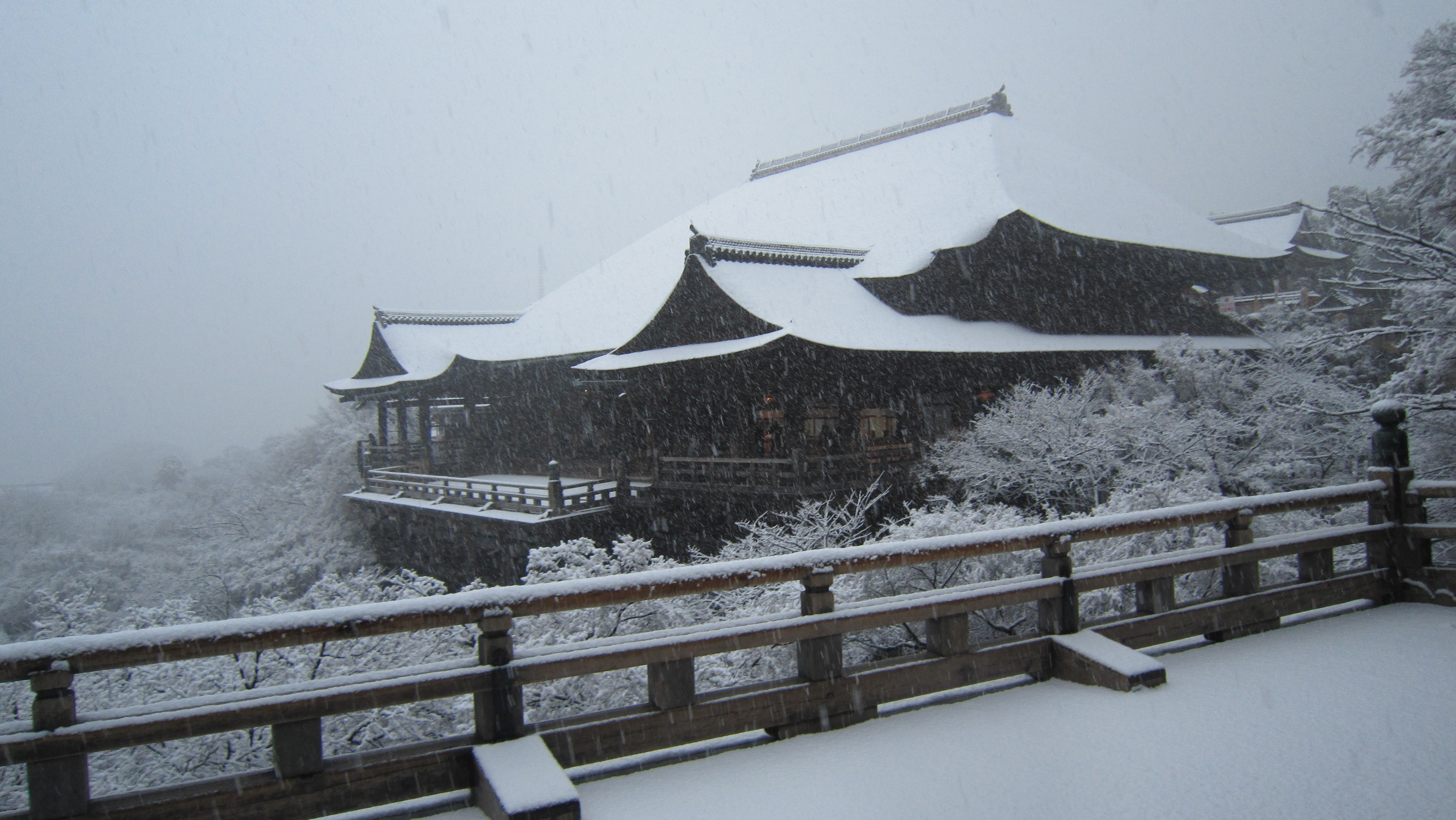
Kiyomizu-dera vào mùa đông
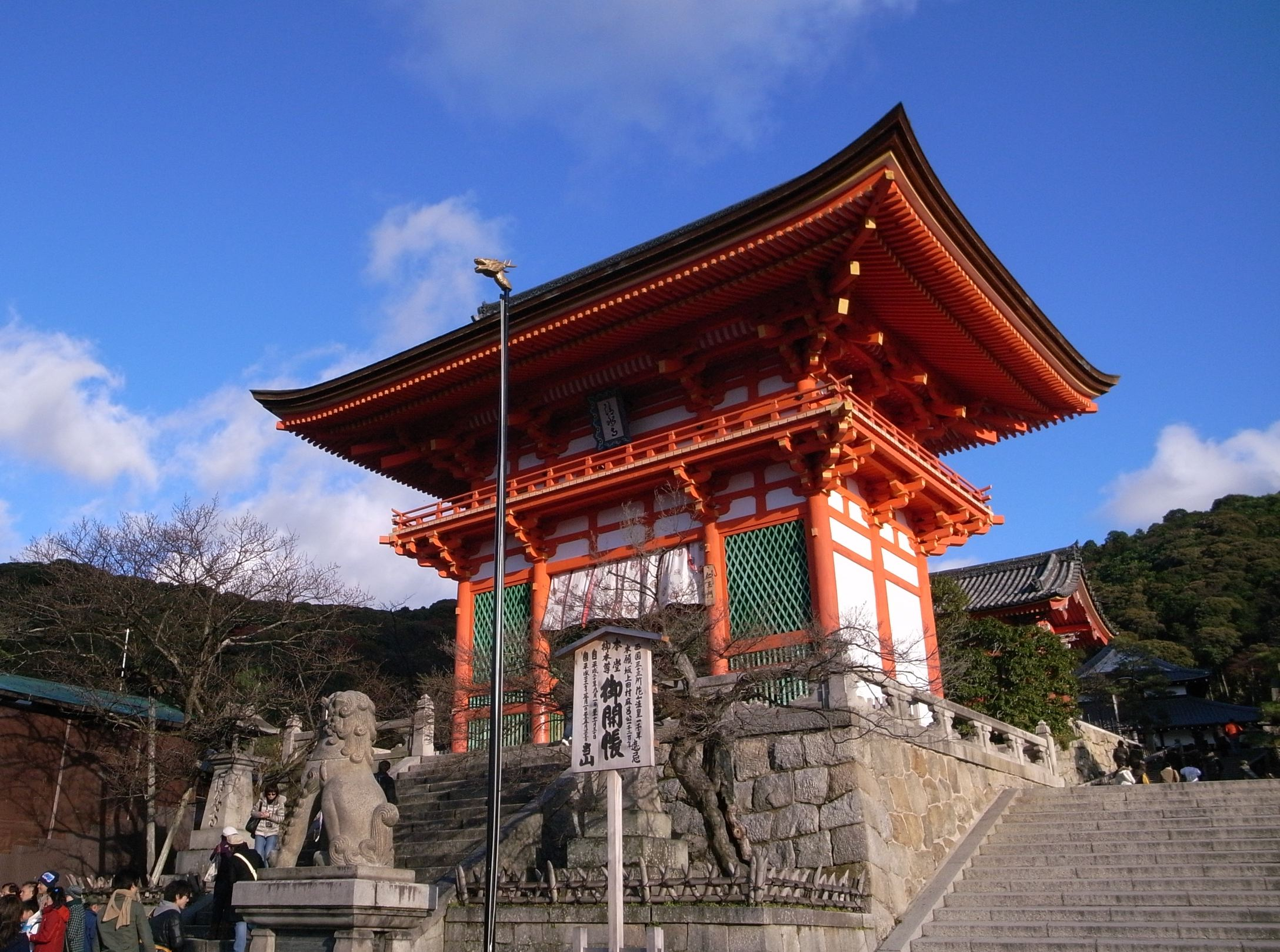
Một nhân vượng môn (cổng thiên)
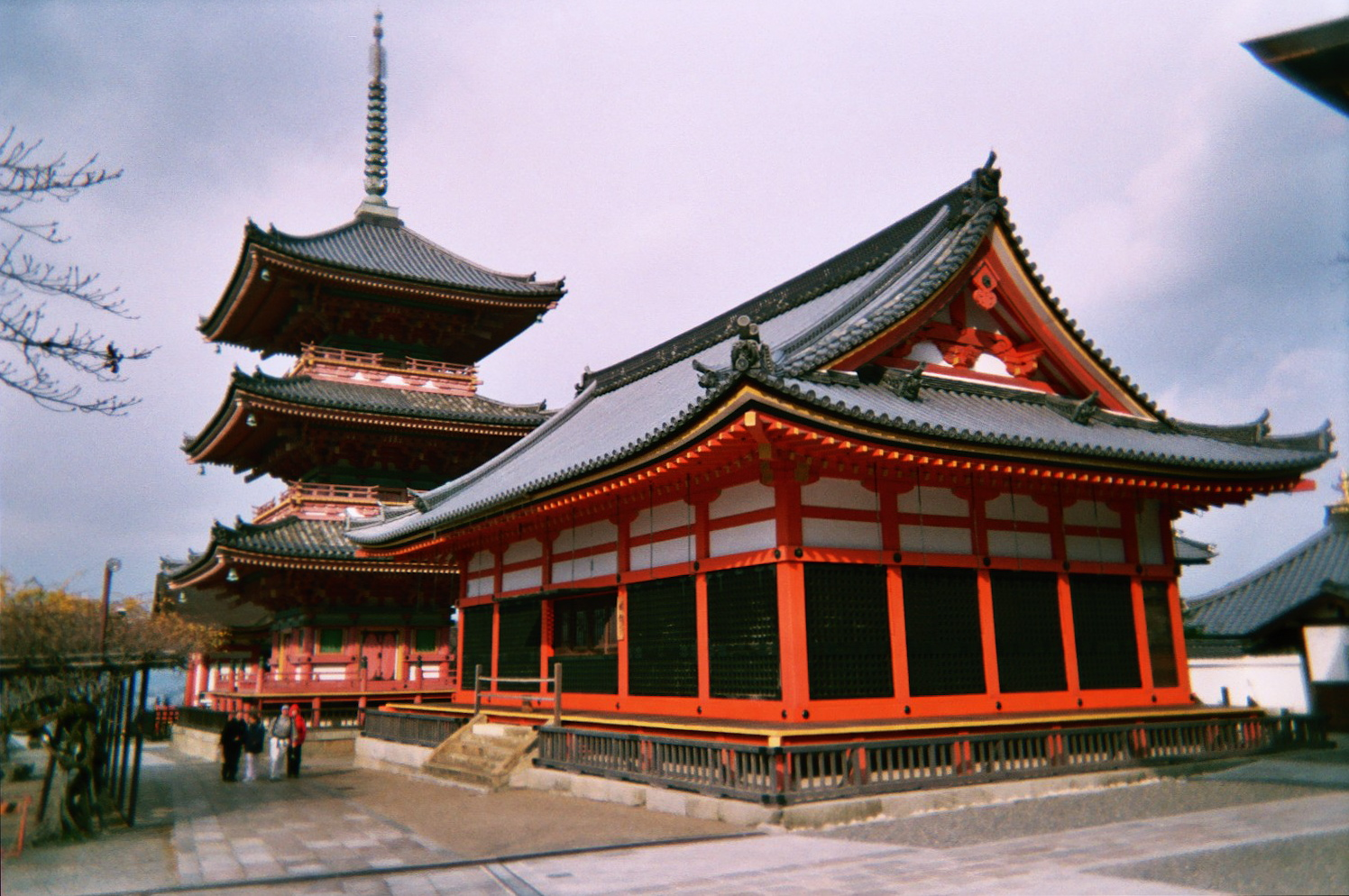
Mặt sau của chùa và các công trình xây dựng liền kề
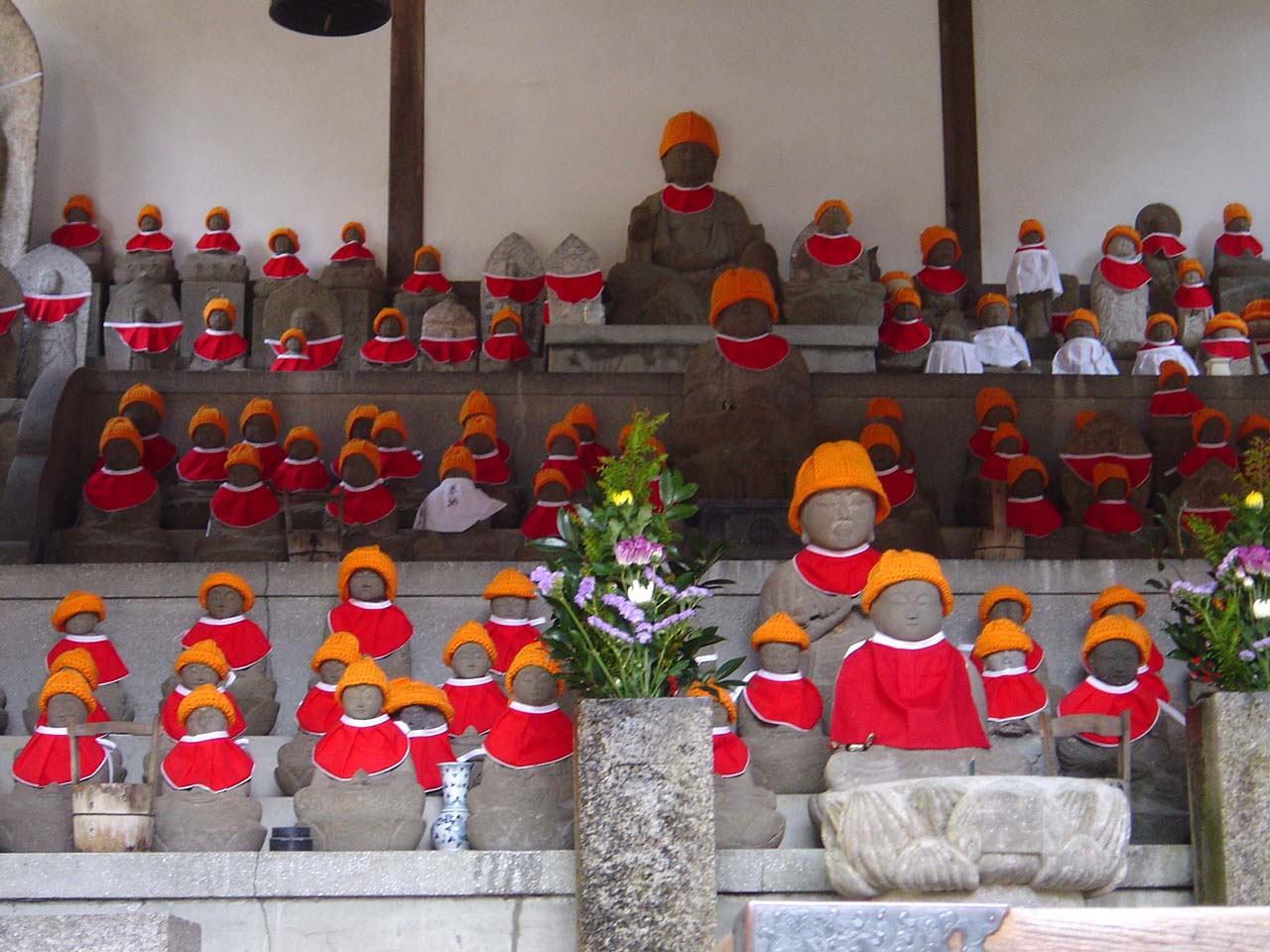
Pho tượng nhỏ của Địa Tạng (hoặc Jizō) en masse ()
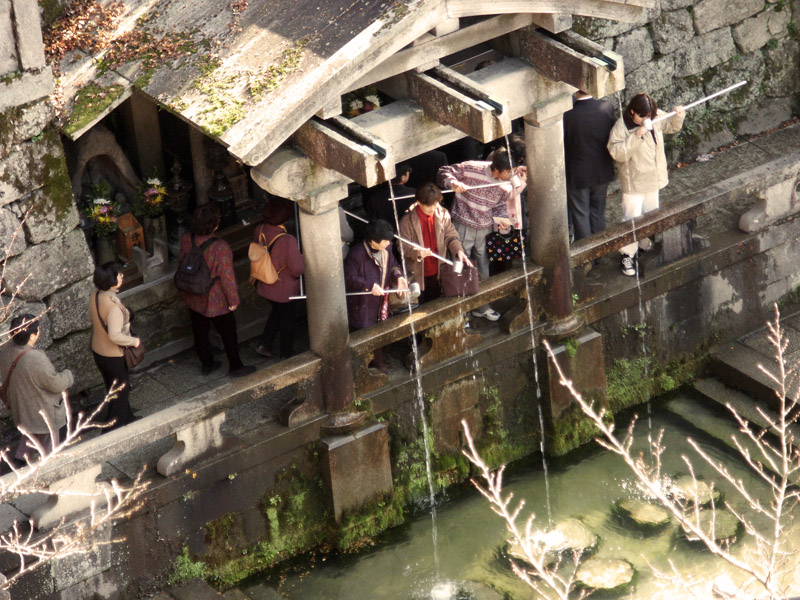
Otowa-no-taki, thác nước nơi du khách uống để có được sức khỏe, sự trường thọ, và thành công trong học tập
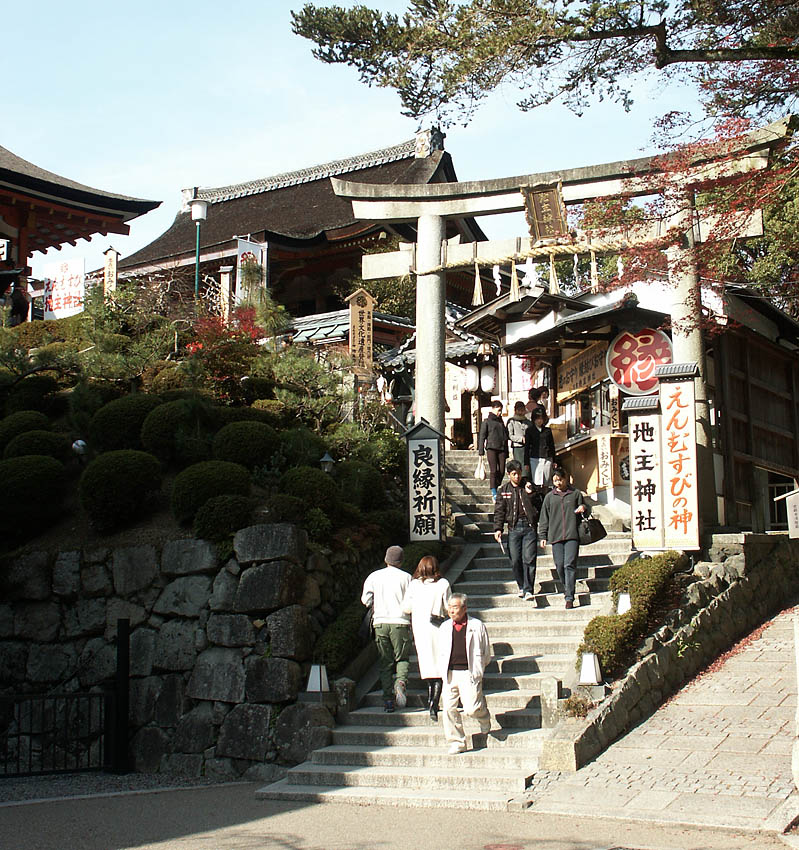
Torii hoặc Jishu-jinja, một ngôi đền để "mai mối"
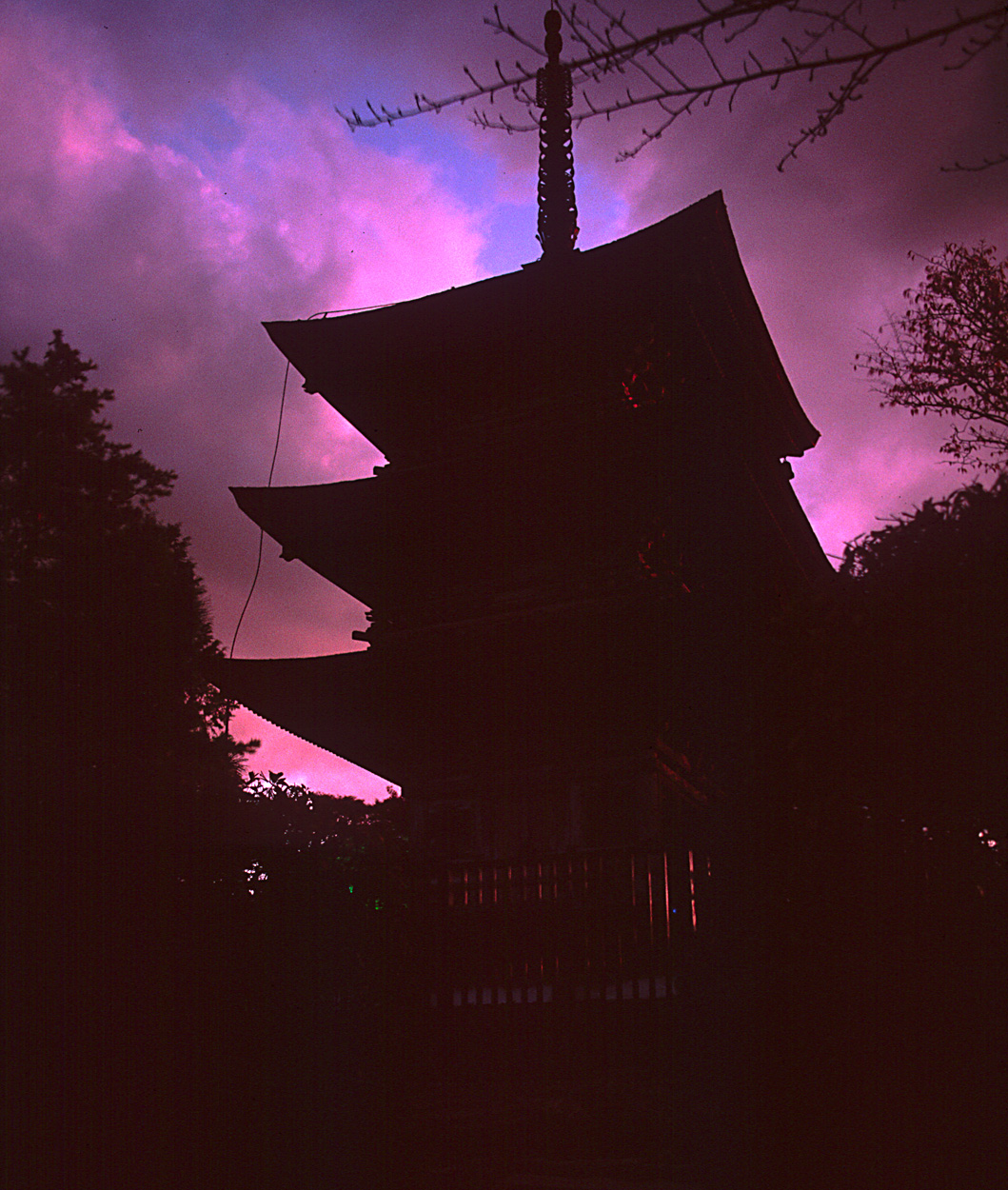
Ngôi chùa ba tầng vào lúc chiều tà
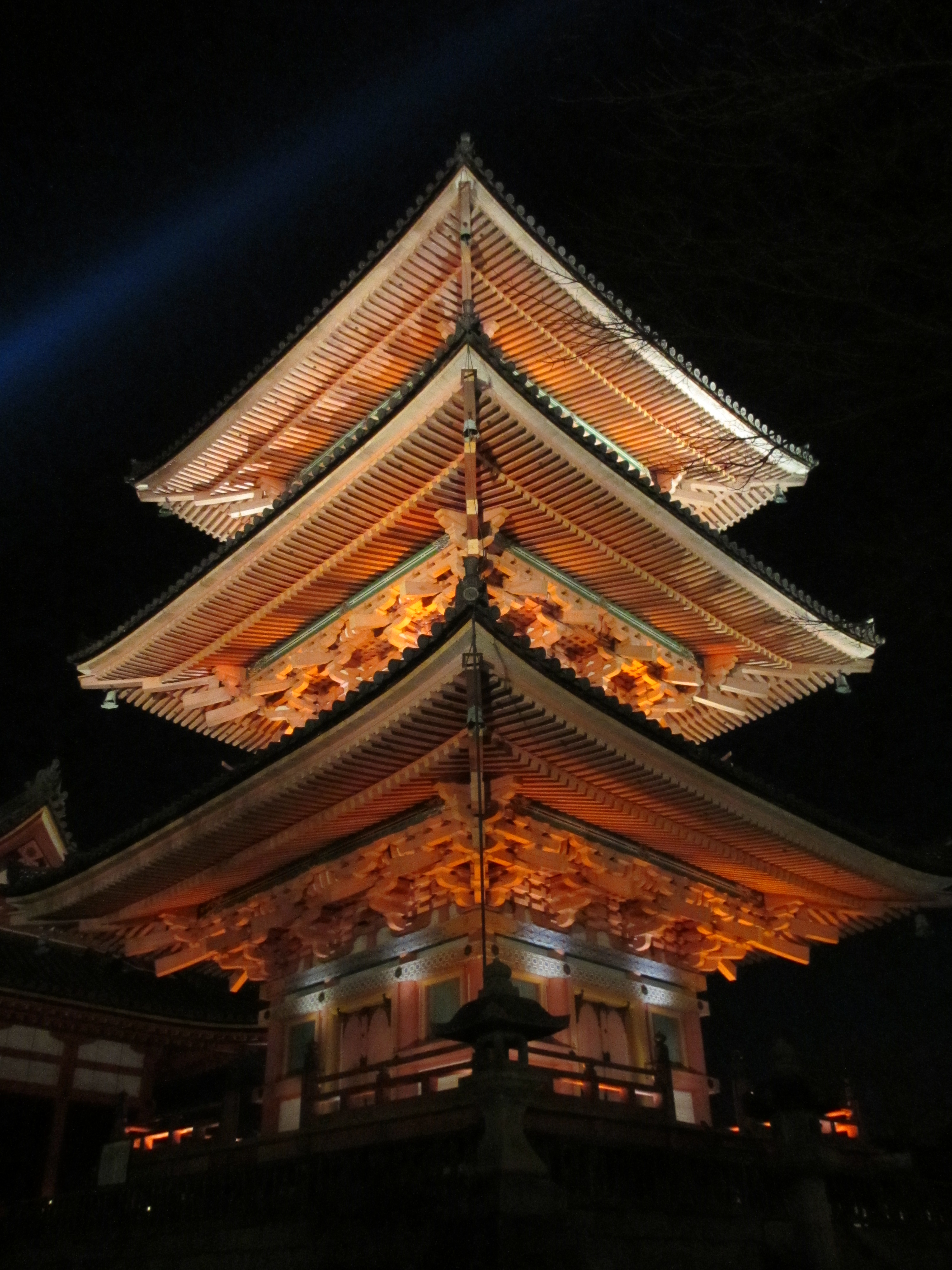
Kiyomizu-dera khi được chiếu sáng